# Yvonne Loriod
Yvonne Loriod (Houilles, 20 de janeiro de 1924 — Saint-Denis, 17 de maio de 2010) foi uma pianista e compositora francesa. Foi casada com o compositor Olivier Messiaen. A sua irmã Jeanne Loriod foi uma famosa tocadora de ondas Martenot.

## Biografia
Loriod nasceu em Houilles, Yvelines, França. Ela estudou no Conservatório de Paris e se tornou uma das alunas mais ávidas de Olivier Messiaen. Ela também estudou com Isidor Philipp, Lazare Lévy e Marcel Ciampi. Ela se tornou uma cantora e pianista concertista aclamada nacionalmente e estreou a maioria das obras de Messiaen para piano, começando na década de 1940. Messiaen disse que foi capaz de se entregar às "maiores excentricidades", ao escrever para piano, sabendo que seriam dominadas por Loriod. Ela e sua irmã Jeanne costumavam se apresentar como solistas em seu Turangalîla-Symphonie. Loriod também orquestrou parte do trabalho orquestrado final de Messiaen, Concert à quatre.
Loriod deu a estreia francesa de Béla Bartók 's Piano Concerto No. 2 em 1945, tendo aprendido que em apenas oito dias.
Em 1961, Loriod se casou com Olivier Messiaen após a morte de sua primeira esposa há muito tempo institucionalizada, Claire Delbos.  Ela é geralmente considerada a intérprete mais importante das obras para piano de Messiaen. Em seus últimos anos, ela e Messiaen atuaram como mentores do pianista Pierre-Laurent Aimard, que desde então se tornou um grande campeão das obras de Messiaen. 
Messiaen morreu em abril de 1992 em Saint-Denis. Yvonne Loriod sobreviveu a ele por 18 anos, falecendo em 17 de maio de 2010 em Saint-Denis, Paris, aos 86 anos.  Ela deixou sua outra irmã, Jacqueline Loriod, e o enteado Pascal Messiaen.

## Composições
- Pièce sur la souffrance, para orquestra
- Mélopées africaines, para Ondes Martenot, piano e flauta (1945)
- Grains de cendre, para soprano e orquestra de câmara (1946)

## Publicações
- Messiaen, Olivier. Traité de rythme, de couleur, et d’ornithologie (1949–1992) ("Treatise on rhythm, colour and ornithology"), completed by Yvonne Loriod. 7 parts bound in 8 volumes. Paris: Leduc, 1994–2002.
- Messiaen, Olivier. Analyses of the Piano Works of Maurice Ravel, edited by Yvonne Loriod, translated by Paul Griffiths. [Paris]: Durand, 2005.

## Gravações selecionadas
- Olivier Messiaen: Vingt Regards sur l'Enfant-Jésus

Label: Erato, 4509-91705-2
3 de agosto de 1993
- Olivier Messiaen: Turangalîla Symphonie

Label: Deutsche Grammophon, 31781
12 de maio de 1992